# Zeig dich, Mörder
Zeig dich, Mörder (englischer Originaltitel: Killer, Come Hither) ist ein Roman des amerikanischen Schriftstellers Louis Begley. Er erschien im Jahr 2015 beim New Yorker Verlag Nan A. Talese. Im gleichen Jahr veröffentlichte der Suhrkamp Verlag die deutsche Übersetzung von Christa Krüger. In Begleys erstem Ausflug in die Kriminalliteratur versucht ein amerikanischer Kriegsveteran, die Schuldigen am Suizid seines Onkels zur Strecke zu bringen.

## Inhalt
Jack Dana, Sohn eines Philosophieprofessors aus Cambridge, Massachusetts, studiert Alte Geschichte in Yale. Nach dem Tod seiner Eltern ist sein Onkel Harry, Sozius der bedeutenden Anwaltskanzlei Jones & Whetstone in Manhattan, seine engste Bezugsperson, und er verbringt seine Ferien in dessen Wohnung in der Fifth Avenue oder dem Sommerhaus in Sag Harbor. Vielleicht sind es die Gerüchte über die Feigheit seines Onkels, der sich anders als die anderen Männer der Familie dem Wehrdienst entzogen hat, die Jack dazu veranlassen, nach den Terroranschlägen vom 11. September 2001 seine erfolgversprechende akademische Ausbildung aufzugeben und sich der Armee zu verpflichten. Als US-Marine kämpft Jack in Irak und Afghanistan, bis eine Verletzung seine Rückkehr nach Amerika erzwingt.
Noch im Walter-Reed-Militärkrankenhaus schreibt er sein erstes Buch über seine Kriegserlebnisse, das nach der Vermittlung seines Onkels bei einem renommierten Verlag erscheint und zum Bestseller wird. Ein zweiter Roman schließt sich an und macht den ehemaligen Soldaten zum gefeierten Schriftsteller. Doch nach einem Südamerikaurlaub erhält er die schockierende Nachricht vom Selbstmord seines Onkels. Will Hobson, der führende Partner der Kanzlei, lässt Andeutungen fallen, Harrys wichtigster Mandant Abner Brown, Multimilliardär und Kopf eines in dubiose Geschäfte verstrickten Firmensyndikats, habe Harry wegen zunehmender Fehler von seinem Mandat entbunden. Hobson selbst will Anzeichen von Demenz an seinem Partner wahrgenommen haben. Die Versetzung in den Ruhestand, die er Harry daraufhin nahelegte, habe dieser nicht verwinden können.
Jack hingegen hält die plötzliche Krankheit seines Onkels für ebenso unplausibel wie dessen Suizid. Zudem hätte Harry seinem tot aufgefundenen Kater Plato niemals ein Haar krümmen können. Gemeinsam mit seinem Freund Scott Prentice, einem CIA-Agenten, und Harrys Mitarbeiterin Kerry Black, mit der Jack eine Affäre beginnt, untersucht er den Tod seines Onkels. Die Aufzeichnung eines Mobiltelefons dokumentiert Harrys Hinrichtung durch einen serbischen Auftragskiller. Andere Dokumente aus Harrys Nachlass weisen Abner Brown kriminelle Geschäfte nach, die der Anwalt nicht länger mittragen wollte. Als Jack den Milliardär mit seinen Ermittlungsergebnissen konfrontiert, verplappert sich dieser und nennt den serbischen Killer bei seinem Namen „Slobo“. Von nun an geht es Jack nur noch um eines: Abner Brown dazu zu verleiten, den Killer auch auf ihn anzusetzen, damit er am Mörder seines Onkels Selbstjustiz üben kann. 
Im Ferienhaus in Sag Harbor kommt es zum Showdown, bei dem Jack seinen Widersacher mithilfe einer Schaufensterpuppe, einer mit einer Sprengladung versehenen Pistolenattrappe und eines Betäubungsgewehrs überwältigt und an seinen Verletzungen verbluten lässt, ehe er die Polizei ruft. Die US-Staatsanwaltschaft erhebt Anklage gegen Abner Brown. Der mit ihm unter einer Decke steckende Hobson muss Jones & Whetstone verlassen, übernimmt jedoch die Verteidigung Browns, der Drohungen gegen Jack ausstößt und eine Schmutzkampagne gegen Harry wegen angeblicher Erpressungsversuche inszeniert. Zwar steht Jack in der Öffentlichkeit als Held da, doch seine Beziehung zu Kerry zerbricht, als diese ihm seine Selbstjustiz nicht verzeihen kann. Jack zieht sich auf die Insel Torcello in der Lagune von Venedig zurück. Hier schreibt er einen Roman über die Geschehnisse und denkt über die gegenwärtige Herrschaft des Rechtes in den Vereinigten Staaten nach.

## Hintergrund
Die Widmung von Zeig dich, Mörder lautet „Für Anka, dieser Aufbruch“ und ist an Begleys Ehefrau Anka Muhlstein gerichtet. Tatsächlich weicht der Roman, in dessen Mittelpunkt Mord und Gewalt stehen, stark von den bisherigen Werken Begleys ab. Seine Herausgeberin Nan A. Talese betont allerdings, dass Begleys Sensibilität, Beobachtungsgabe und Präzision sehr zu diesem Richtungswechsel passen. Obwohl der Roman häufig als Thriller eingeordnet wird, rechnet ihn der Autor keinem anderem Genre zu als seine früheren Werke. Es sei ein Roman in der Tradition des Realismus. Sowohl die Handlungsorte, Manhattan und die Hamptons, als auch das Milieu der großen Anwaltskanzleien entspringen Begleys eigener Erfahrung und sind aus seinen früheren Büchern bekannt. Der große Unterschied liegt seiner Meinung nach in mehr Action und radikaleren Figuren, die zu einer Geschichte von Erbarmungslosigkeit und blutiger Rache gehören.
Die Idee des Romans entstammt einer ausgeprägten Angst Begleys vor Einbrechern, die er auf seine Kindheitserfahrungen, als er sich als Jude im Zweiten Weltkrieg vor den deutschen Besatzern verstecken musste, zurückführt. Dass er nicht mit einer Glock unter dem Kopfkissen schläft, ist nur dem Einspruch seiner Frau zuzuschreiben. Zudem sind dem Roman Gedanken Begleys über den Zustand der amerikanischen Armee vorausgegangen, deren Soldaten heute überwiegend unterprivilegierten Bevölkerungsschichten entstammen. Begley stellte sich einen Romanhelden aus begütertem Elternhaus vor, der sich dennoch zum Kriegsdienst verpflichtet. Jack Dana war für Begley eine willkommene Abwechslung zum Kreis seiner bisherigen Protagonisten in stets fortgeschrittenem Alter. Die Niederschrift des Romans habe ihm eine ungewohnt große Freude bereitet, so dass er 2016 mit Ein Leben für ein Leben eine Fortsetzung anschloss und sogar über ein drittes Buch mit Jack Dana nachdenkt.

## Rezeption
Amerikanische Kritiker reagierten gemischt auf Killer, Come Hither. Während Corinna Lothar in der Washington Times den Roman „so cool, witzig und elegant wie Mr. Begleys frühere Romane“ findet, hält Michael D. Langan in der Buffalo News das Thema des Romans für „befremdend und misslungen“ und kritisiert die „papier-dünnen und nicht überzeugenden“ Figuren. Laut Publishers Weekly wirkt besonders „der unglaubwürdig edle, mühelos erfolgreiche“ Held „ermüdend“. Für Brenda Cronin im Wall Street Journal schreckt Begley in seiner „feingeschliffenen Literatur“ auch vor den dunklen Seiten seiner Figuren nicht zurück. Fred Volkmer in der East Hampton Press und Southampton Press hält den Spaß, den Begley bei der Freilegung „der anarchistischeren Teile seiner Persönlichkeit“ habe, für ansteckend. Kirkus Reviews setzt dem entgegen: „Vielleicht hatte ja der Autor Spaß damit, aber das Ergebnis wird weder Fans von Begley noch Fans von Thrillern besonders fesseln.“ Patrick Anderson sieht in der Washington Post gleich den ganzen Roman als „Jux. Es ist schwer zu glauben, dass der Autor ihn ernst genommen hat, also warum sollten wir das tun?“
In den deutschsprachigen Feuilletons war die Aufnahme überwiegend negativ. Für Hannes Stein hat sich Begley mit Zeig dich, Mörder „auf das weite und gefährliche Terrain der Trivialliteratur“ begeben, schreibe allerdings „ein hanebüchenes Buch“, dessen Kardinalfehler (unwahrscheinliche Handlung, kein sinnlich erfahrbares Milieu, keine Überraschungen) professionellen Thrillerautoren nicht unterlaufen wären. Christian Schröder bemängelt die „Ansammlung von Stereotypen“ und „Unplausibilitäten“ und vermisst jede ironische „Distanzierung von den trivialen Auswüchsen des Actionthrillers“. Auch ein ernsthafter Schriftsteller wie Begley könne von den Anforderungen eines Krimis überfordert sein. Für Patrick Bahners bietet Begley nur „Realismus aus dem Geist des Terminkalenders und der Spesenabrechnung“. Anna-Lena Scholz liest „autoerotischen Heroismus bis zum Überdruss“. Sylvia Staude befindet: „Flache Handlung plus flacher Stil, das jedoch geht gar nicht.“ Katharina Granzin schwankt in ihrer Bewertung zwischen „Kasperletheater“ und „Doris-Day-Film“. Begley verfehle das aktuelle Thema Selbstjustiz, es bleibe aber der „schöne narrative Fluss seiner Prosa“.
Bei Bettina Balàka löst Zeig dich, Mörder Unbehagen aus. Ein „Sittenbild einer Gesellschaft, die seit 1945 im Grunde nicht aus dem Krieg herausgekommen ist“ und zwischen „Wohlstand und Angst, Zivilisation und Unmenschlichkeit“ pendle, lasse jedoch über die Schwächen des Plots hinwegsehen. Sie empfiehlt, das Buch „eher als psychologische Bewältigungsstrategie zu lesen denn als Plädoyer für Lynchjustiz eines von der Rechtsstaatlichkeit enttäuschten Anwalts“. Gerrit Bartels entdeckt im Roman „etwas sympathisch Archaisches: Auge um Auge, Zahn um Zahn“. Auch er fragt sich, ob Begley nach dem 11. September dem amerikanischen Rechtssystem mit seinen vielen Fallstricken nicht mehr über den Weg traue. Dass auch der Protagonist am Ende zum Mörder werde, verleihe dem Titel „eine beunruhigende Doppeldeutigkeit“. Peter Pisa hält Zeig dich, Mörder jedenfalls für eine willkommene Abwechslung nach Erinnerungen an eine Ehe. Der Autor bleibe auch im neuen Genre „elegant, altmodisch“.

## Ausgaben
- Louis Begley: Killer, Come Hither. Nan A. Talese, New York 2015, ISBN 978-0-385-53914-2.
- Louis Begley: Zeig dich, Mörder. Aus dem amerikanischen Englisch von Christa Krüger. Suhrkamp, Berlin 2015, ISBN 978-3-518-42466-7.